# بیک
بیک (به فرانسوی: Bic) نام شرکتی است که در کلیشی فرانسه واقع و در سال ۱۹۴۵ توسط مارسل بیک پایه‌گذاری شده‌است. شهرت این شرکت به خاطر تولید محصولات یک‌بار مصرف از قبیل فندک، آهنربا، خودکار و ریش‌تراش است. در بیشتر بازارهای فروش، بیک با شرکت‌هایی مانند فابر-کاستل و ژیلت به رقابت می‌پردازد. خودکار بیک یا به‌طور صحیح‌تر بیک کریستال اولین محصول تولید این شرکت است که بیش از هفتاد و پنج سال از شروع تولید آن می‌گذرد و همچنان با نام شرکت بیک گره خورده‌است.
شرکت بیک ایران در سال ۱۳۷۵ کارخانه عطر بیک را از فرانسه خریداری نمود.

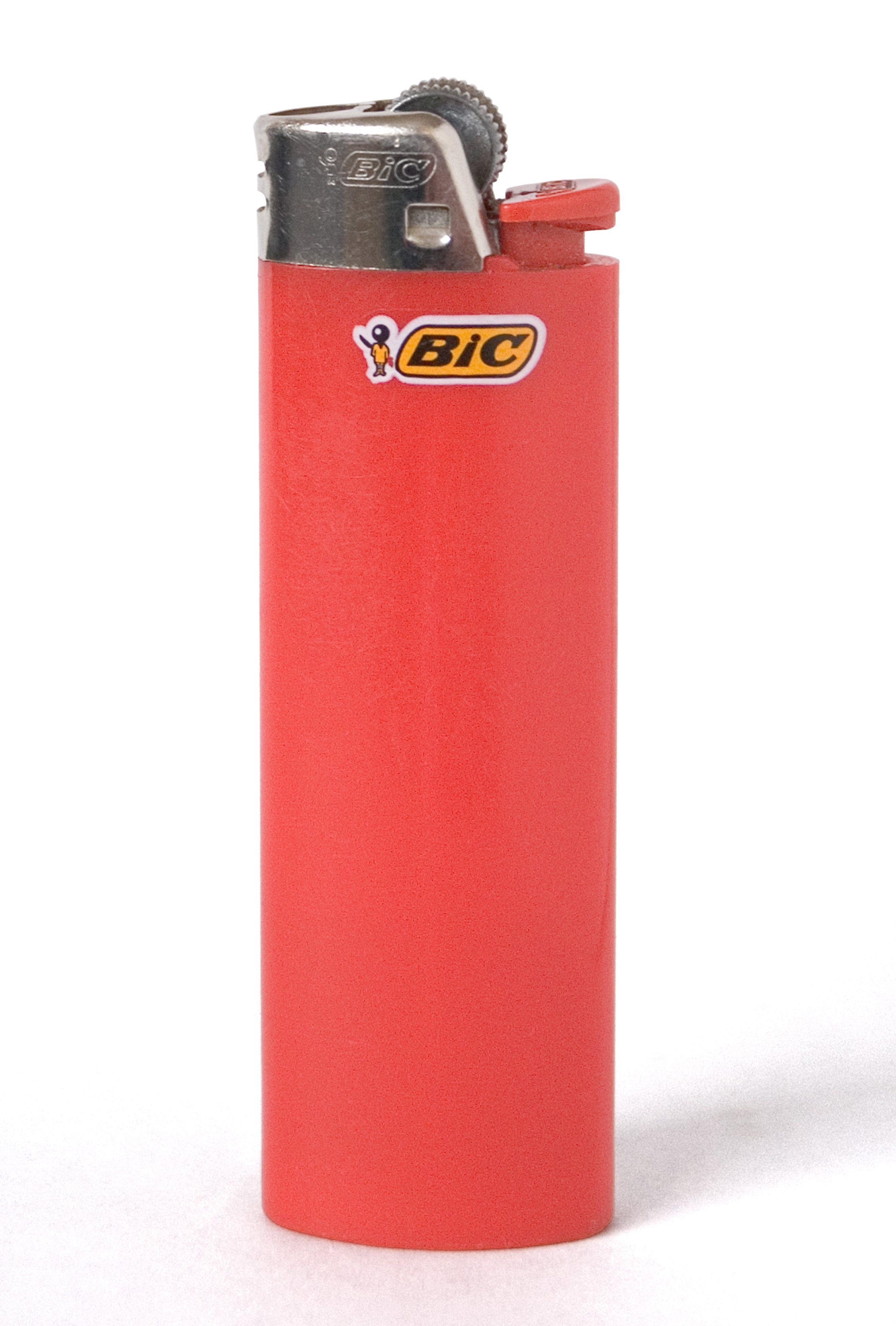
فندک بیک